# Monte Iuktas
Una montagna nell'area centro-nord di Creta, il Monte Juktas (anche chiamato Iuktas, Iouktas, e in diversi altri modi a causa dell'irregolare traslitterazione dal greco) era un importante sito religioso della civiltà minoica.  Situato a pochi chilometri dai palazzi di Cnosso e Fourni e il "megaron" a Vathypetro, il Monte Iuktas fu il luogo di un importante santuario montano nel mondo minoico. Ai piedi dello Iuktas, ad Anemospilia venne trovato anche un sito che suggeriva ad alcuni il fatto che i minoici praticassero sacrifici umani, ma attualmente l'evidenza di ciò viene messa alquanto in questione.

## Santuario montano
Il sito del Monte Iuktas è uno dei più importanti e anche probabilmente il primo dei santuari montani del mondo minoico.  Gli archeologi hanno studiato il sito per un lungo periodo, esaminando i frammenti di ceramica, i resti di mura, e alcuni tipi di roccia che devono essere stati trasportati sulla sommità della montagna, poiché non vi si trova naturalmente.
La montagna resta importante nella vita religiosa delle popolazioni della zona anche oggi: una cappella ortodossa greca è situata a circa un chilometro a sud del santuario lungo la cresta della montagna. Ogni anno, la gente dalle città scende giù nelle pianure ai piedi del Monte Iuktas portando fiori in processione alla cappella.

## Archeologia
Il sito dello Iuktas fu indagato per la prima volta nel 1909 da Arthur Evans.
Può essere considerato come sito archeologico accessorio rispetto a quello importantissimo di Cnosso, a pochi chilometri di distanza. Fra i ritrovamenti nel santuario montano minoico dello Iuktas vi sono statuette d'argilla raffiguranti animali ed esseri umani, corni in pietra, altari in pietra, doppie asce in bronzo, e ciotole e tavolette con iscrizioni in Lineare A.  Vedi le fonti per un inventario complessivo.  Frammenti di ceramica provenienti dal sito risalgono al Medio Minoico IA.